# Tatjana Fjodorowna Sawarenskaja
Tatjana Fjodorowna Sawarenskaja (russisch Татьяна Фёдоровна Саваренская; * 1923 in Moskau; † 10. Januar 2003 ebenda) war eine sowjetische Architektin, Stadtplanerin, Architekturhistorikerin und Hochschullehrerin.

## Leben
Sawarenskaja war die Tochter des Hydrogeologen Fjodor Petrowitsch Sawarenski. Als sie ihren Mittelschulbesuch abschloss, begann der Deutsch-Sowjetische Krieg, so dass sie mit ihrer Familie nach Kasan evakuiert wurde. Dort begann sie das Studium an der physikalisch-mathematischen Fakultät der Universität Kasan, das sie aber wegen häufiger Arbeitseinsätze aufgab. Nach der Rückkehr nach Moskau 1943 studierte sie am Moskauer Architektur-Institut (MArchI) bei Iwan Wladislawowitsch Scholtowski, Alexei Wiktorowitsch Schtschussew und anderen.
1949 heiratete Sawarenskaja den Chemiker A. A. Petrow, mit dem sie 1950 einen Sohn bekam. Im gleichen Jahr verteidigte sie ihr Diplomprojekt zum Abschluss des Studiums. Es folgte die Aspirantur am Institut für Städtebau der Akademie für Architektur. Nach dem Abschluss der Aspirantur 1953 arbeitete sie dort als Architektin.
1959 wurde Sawarenskaja wissenschaftliche Mitarbeiterin des Instituts für Kunstgeschichte der Akademie der Wissenschaften der UdSSR (AN-SSSR, ab 1991 Russische Akademie der Wissenschaften (RAN)). 1960 kehrte sie als Assistentin ans MArchI zurück. 1964 verteidigte sie ihre Kandidat-Dissertation über Architektur- und Stadtplanungsprobleme der Gestaltung des Ufergeländes von Städten an Flüssen. 1976 erhielt sie den Staatspreis der UdSSR zusammen mit Andrei Wladimirowitsch Bunin für das Buch über die Geschichte der Städtebaukunst. Als Bunin 1977 starb, erhielt Sawarenskaja die Leitung des Lehrstuhls für Architekturgeschichte und Städtebau des MArchI. Am 27. Dezember 1979 verteidigte sie im Forschungsinstitut für Kunstwissenschaft ihre Doktor-Dissertation über die Theorieentwicklung des westeuropäischen Städtebaus im 17.–19. Jahrhundert. 1992 ging sie in den Ruhestand. Ihre Forschungsergebnisse veröffentlichte sie in einer Reihe von Monografien.
Sawarenskaja war Mitglied des britischen Royal Town Planning Institute, der Society for American City and Regional Planning History (SACRPH) und der russischen Akademien für Informatik, Restaurierung und Architektur.